# سد سيدي داود
سد سيدي داود أو سد وادي الأربعاء أو سد حمرونة أو سد ساحل بوبراق هو سد مائي بطول 5.5 كـم (3 ميل) يقع بين بلديتي سيدي داود وجنات على وادي الأربعاء بولاية بومرداس الجزائرية. شيد ما بين 1973م و1975م، ويستعمل أساسا في توفير ماء الري.

## الوصف
تم الشروع في بناء سد مائي على مجرى وادي الأربعاء لحماية «قرية السوانين» في بلدية سيدي داود، بالإضافة إلى «قرية أولاد بونوة» في بلدية جنات، من فيضانه المتكرر، وذلك خلال عام 1973م.
ووقع استلام «سد وادي الأربعاء» الواقع بين «سيدي داود» و«جنات»، المسمى كذلك «سد سيدي داود» أو «سد حمرونة» أو «سد ساحل بوبراق»، خلال عام 1975م بسعة 3.7 مليون متر مكعب كافية لمنع السيول من الانحراف نحو القريتين الساحليتين «السوانين» و«أولاد بونوة».
ولا تصلح مياهه لشرب المواطنين في قرى سيدي داود وجنات وحتى أولاد عيسى الجبلية، مما يستدعي جلب المياه العذبة من مصادر أخرى.
وتتصف مياه هذا السد بكونها ثقيلة لا تسمح بالسباحة الآمنة، مما جعل بعض المغامرين بالسباحة فيه يغرقون في أوحال ضفافه.

## السقي
فور استلام هذا السد الحاجز لسيول وادي الأربعاء في منتصف السبعينات، استبشر الفلاحون في سيدي داود بإمكانية استغلال مياهه لسقي مزروعاتهم، إلا أن قدم وتخريب وسرقة مضخات وقنوات الري من «سد حمرونة» نحو الحقول قد منع تطوير زراعة الخضراوات شرق «سهل يسر» وغرب «سهل دلس».
ورغم تصميم هذا السد لسقي أكثر من 609 هكتارا من الحقول، إلا أن المزارعين يلجؤون إلى مياه الصهاريج المكلفة ماليا قصد الحفاظ على شعبة زراعة الخضراوات في هذه المنطقة الساحلية.

## تربية المائيات
بالإضافة إلى حماية قريتي «السوانين» و«أولاد بونوة» من فيضان وادي الأربعاء، تم استغلال هذا السد المائي مع سد شندر و«سد جنات» في مجال تربية الأحياء المائية ابتداء من شهر أفريل 2010م.
وتم ذلك عبر استزراع الأسماك في حوضه المائي المستعمل في السقي، وذلك من خلال استزراع فحل الشبوط الفضي وفرخ التيلابيا الحمراء.

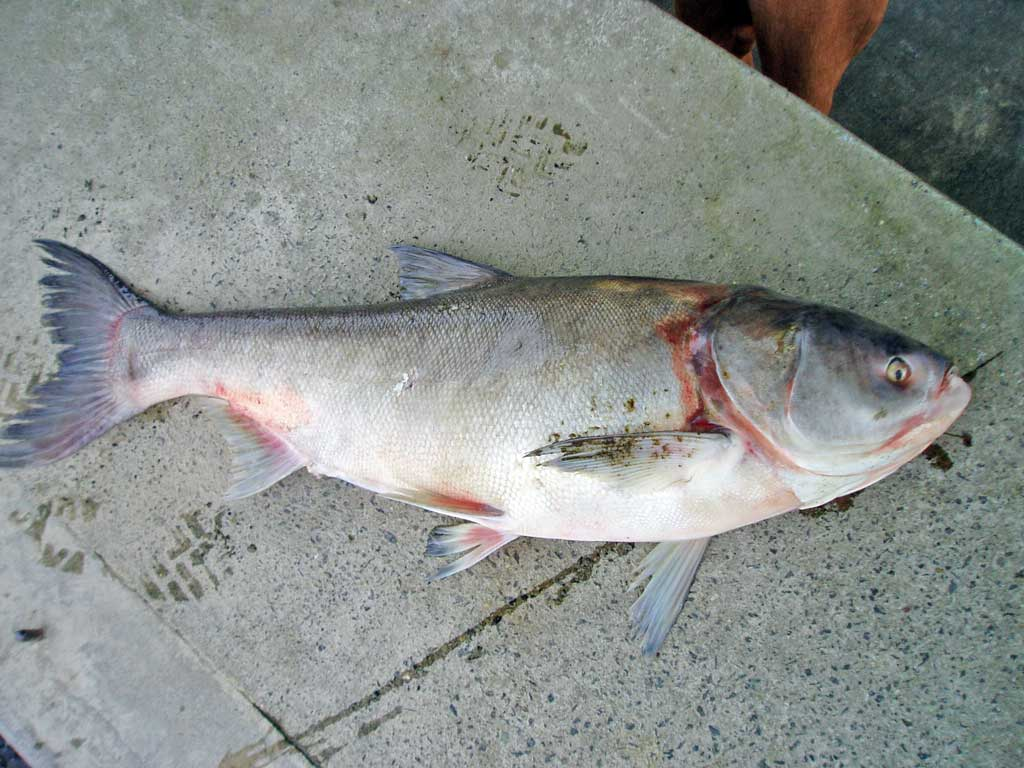
الشبوط الفضي
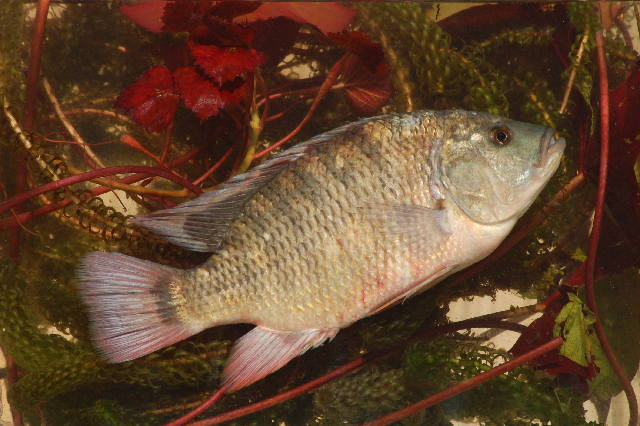
التيلابيا الحمراء

## التهيئة
سُجلت وعود لإعادة تهيئة السد بالمضخات الجديدة والقنوات الكبيرة لاستغلال أمثل لمياهه المخزنة، وإعادة الجذب السياحي إلى هذه المنطقة قرب «غابة بوبراق» و«جبل سيدي داود» على ارتفاع 595م.
وبحكم عدم الضخ الدوري لمياه هذا السد، فإن الطمي قد غمر نحو نصف سعة وحجم حوضه منذ عام 1978م، مما يقتضي برمجة مشروع عملية نزع الأوحال منه للحصول على الكميات اللازمة من مياه السقي الضرورية.
وما يشجع على إعادة تأهيل هذا السد هو وجود هيكل «محطة تحويل المياه» القديمة بالإضافة إلى «خزانين مائيين» في قريتي «السوانين» و«الأعرج».

## وصلات خارجية
- الموقع الرسمي لوزارة الموارد المائية الجزائرية نسخة محفوظة 31 ديسمبر 2017 على موقع واي باك مشين.
- الموقع الرسمي لولاية بومرداس